# Coşkun Sabah
Coşkun Sabah, född 16 oktober 1952 i Diyarbakir, är en känd sångare i Turkiet. Han är en etnisk assyrier/syrianer och har sina rötter i Mardin.
Hans mor hette Roza och hans far hette Marsello.
Han är en av de mest framstående personerna i Turkiet. Han har komponerat fler än hundra turkiska sånger. Hans kändaste sånger är "Hatıram Olsun", "Anılar", "Aşığım Sana", "Aşk Kitabı", "Baharı Bekleyen Kumrular Gibi", "Sen Bambaşkasın", "Benimsin", "Gel Gelebilirsen", "İsyanlardayım", "Var mı böyle bir sevda", "Son Buluşmamız", "Bir PazarGünü" och "İşte Bizim Hikayemiz". Hans bästsäljande album var "Aşığım Sana".